# Cytotoxicita
Cytotoxicita je definována jako vlastnost toxická pro buňky. Toxické látky jsou například některé druhy jedů.

## Fyziologie buněk
Ošetření buněk cytotoxickou látkou může vést k různým buněčným stavům. Buňky mohou podléhat nekróze, při které ztrácejí integritu membrány a rychle umírají v důsledku buněčné lýzy. Buňky mohou přestat aktivně růst a dělit se (snížení životaschopnosti buněk), nebo mohou aktivovat genetický program řízené buněčné smrti (apoptóza) .
Buňky procházející nekrózou typicky vykazují rychlé bobtnání, ztrácejí integritu membrány a uvolňují svůj obsah do prostředí. Buňky, které procházejí rychlou nekrózou in vitro, nemají dostatek času ani energie k aktivaci apoptotického aparátu a nebudou exprimovat markery. Apoptóza je charakterizována dobře definovanými cytologickými a molekulárními událostmi včetně změnami indexu lomu buňky, cytoplazmatického smršťování, jaderné kondenzace a štěpení DNA na fragmenty s pravidelnou velikostí. Buňky v kultuře, které procházejí apoptózou, nakonec podléhají sekundární nekróze. Zastaví metabolismus, ztratí integritu membrány a lyzují.

## Testování
Testy cytotoxicity jsou široce používány farmaceutickým průmyslem pro screening cytotoxicity. Výzkumníci mohou například hledat cytotoxické sloučeniny, pokud mají zájem vyvinout terapeutikum, které se zaměřuje například na rychle se dělící rakovinné buňky. Nebo mohou skreenovat „zásahy“ z vysoce účinných léků na nežádoucí cytotoxické účinky.
Hodnocení integrity buněčné membrány je jedním z nejběžnějších způsobů měření buněčné životaschopnosti vlivem cytotoxických účinků.
Sloučeniny, které mají cytotoxické účinky, často narušují integritu buněčné membrány. Vitální barviva, jako je trypanová modř nebo propidium jodid, jsou normálně vyloučena zevnitř zdravých buněk. Pokud však byla buněčná membrána narušena, volně procházejí membránou a barví intracelulární komponenty. Alternativně lze integritu membrány hodnotit sledováním průchodu látek ven , které jsou normálně lokalizovány uvnitř buněk. Jedna molekula, laktátdehydrogenáza (LDH), se běžně měří pomocí testu LDH. LDH redukuje NAD na NADH, což vyvolává změnu barvy interakcí se specifickou sondou. Byly identifikovány proteázové biomarkery, které umožňují výzkumníkům měřit relativní počty živých a mrtvých buněk ve stejné buněčné populaci. Proteáza živých buněk je aktivní pouze v buňkách, které mají zdravou buněčnou membránu, a ztrácí aktivitu, jakmile je buňka ohrožena a proteáza je vystavena vnějšímu prostředí. Proteáza z mrtvých buněk nemůže projít buněčnou membránou a lze ji měřit pouze v kultivačním médiu poté, co buňky ztratí integritu membrány.
Cytotoxicitu lze také sledovat pomocí 3-(4,5-dimethyl-2-thiazolyl)-2,5-difenyl-2H-tetrazoliumbromidu (MTT) nebo pomocí 2,3-bis-(2-methoxy-4-nitro -5-sulfofenyl)-2H-tetrazolium-5-karboxanilid (XTT), který poskytuje ve vodě rozpustný produkt, nebo pomocí MTS testu. Tento test měří redukční potenciál buňky pomocí kolorimetrické reakce. Životaschopné buňky zredukují MTS činidlo na barevný formazanový produkt. Podobný redoxní test byl také vyvinut s použitím fluorescenčního barviva, resazurinu. Kromě použití barviv k indikaci redoxního potenciálu buněk za účelem sledování jejich životaschopnosti vyvinuli výzkumníci testy, které používají obsah ATP jako ukazatel životaschopnosti. Takové testy založené na ATP zahrnují bioluminiscenční testy, ve kterých je ATP limitujícím činidlem pro luciferázovou reakci.
Cytotoxicitu lze také měřit sulforhodaminovým B (SRB) testem, WST testem a klonogenním testem.
Vhodné testy lze kombinovat a provádět postupně na stejných buňkách, aby se snížily falešně pozitivní nebo falešně negativní výsledky specifické pro daný test. Možnou kombinací je LDH-XTT-NR (Neutral red assay)-SRB, která je také dostupná ve formě soupravy.
Label-free approach pro sledování cytotoxické reakce adherentních zvířecích buněk v reálném čase je založen na měření elektrické impedance během toho, co buňky rostou na elektrodách se zlatým filmem. Tato technologie je označována jako elektrické snímání impedance substrátu (ECIS). Techniky v reálném čase bez označení poskytují kinetiku cytotoxické odezvy lépe než jen snímek jako mnoho kolorimetrických testů.

## Predikce
Velmi důležitým tématem je predikce cytotoxicity chemických sloučenin na základě předchozích měření, tedy in-silico testování. Pro tento účel bylo navrženo mnoho QSAR a virtuálních screeningových metod. Nezávislé srovnání těchto metod bylo provedeno v rámci projektu „Toxikologie 21. století“ .

## Při rakovině
V chemoterapii se cytotoxická léčiva používají pro jejich různé interference s dělícími se buňkami. Léky nedokážou rozlišit mezi normálními a maligními buňkami, ale inhibují proces buněčného dělení s cílem eliminovat rakovinu co nejdříve .

## Imunitní systém
Cytotoxicita zprostředkovaná buňkami závislá na protilátkách (ADCC) popisuje schopnost určitých lymfocytů zabíjet buňky což vyžaduje, aby byla cílová buňka označena protilátkou. Cytotoxicita zprostředkovaná lymfocyty na druhé straně nemusí být zprostředkována protilátkami.
Rozlišují se tři skupiny cytotoxických lymfocytů:
Cytotoxické T buňky
Přírodní zabíjecí buňky
Přírodní zabíjecí T buňky

### Cytotoxické T buňky
Cytotoxické T buňky (také známá jako TC, cytotoxické T lymfocyty, CTL, T-zabíjecí buňky, cytolytické T buňky, CD8+ T-buňky nebo zabijácké T buňky) jsou T lymfocyty (typy bílých krvinek), které zabíjí rakovinné buňky. Buňky, které jsou infikovány (zejména viry), nebo buňky, které jsou poškozeny jiným způsobem.
Většina cytotoxických T-buněk exprimuje receptory T-buněk (TCR), které dokážou rozpoznat specifický antigen. Antigen je molekula schopná stimulovat imunitní odpověď a je často produkována rakovinnými buňkami nebo viry. Antigeny uvnitř buňky jsou navázány na molekuly MHC I. třídy a molekulou MHC I. třídy jsou přeneseny na povrch buňky, kde je může T buňka rozpoznat. Pokud je TCR specifický pro tento antigen, naváže se na komplex molekuly MHC I. třídy a antigenu a T buňka zničí buňku.
Aby se TCR navázal na molekulu MHC I. třídy, první z nich musí být doprovázena glykoproteinem zvaným CD8, který se váže na konstantní část molekuly MHC I. třídy. Proto se tyto T buňky nazývají CD8+ T buňky.

### Vývoj
Imunitní systém musí rozpoznat miliony potenciálních antigenů. V lidském těle je více než 30 000 genů, takže je nemožné mít jeden gen pro každý antigen. Místo toho je DNA v milionech bílých krvinek v kostní dřeni zamíchána, aby se vytvořily buňky s jedinečnými receptory, z nichž každý se může vázat na jiný antigen. Některé receptory se vážou na tkáně v samotném lidském těle, takže aby se tělo nemohlo napadnout samo, jsou ony samovolně reagující bílé krvinky zničeny při dalším vývoji v brzlíku, ve kterém je jód nezbytný pro jeho vývoj a činnost.
T buňky s funkčně stabilními TCR exprimují jak CD4, tak CD8 koreceptory, a jsou proto nazývány "dvojitě pozitivní" (DP) T buňky (CD4+CD8+). Dvojitě pozitivní T buňky jsou vystaveny široké škále vlastních antigenů v brzlíku a podléhají dvěma kritériím výběru:
- pozitivní selekce, ve které jsou dvojitě pozitivní T buňky, které se vážou na cizí antigen v přítomnosti vlastního MHC. Budou se diferencovat buď na CD4+ nebo CD8+ v závislosti na tom, který MHC je spojen s prezentovaným antigenem (MHC1 pro CD8, MHC2 pro CD4). V tomto případě by buňky byly představeny jako antigen v kontextu MHC1. Pozitivní selekce znamená výběr těch TCR schopných rozpoznávat vlastní molekuly MHC.
- negativní selekce, ve které figurují dvojitě pozitivní T buňky, které se vážou příliš silně na vlastní antigeny prezentované MHC, podléhají apoptóze, protože by se jinak mohly stát autoreaktivními, což by mohlo vést ke vzniku autoimunitního onemocnění.

Pouze T buňky, které se vážou na komplexy MHC jsou pozitivně selektovány. Ty buňky, které přežijí pozitivní a negativní selekci, se diferencují na jednotlivé pozitivní T buňky (buď CD4+ nebo CD8+) v závislosti na tom, zda jejich TCR rozpozná antigen prezentovaný MHC třídy I (CD8) nebo antigen prezentovaný MHC třídy II (CD4). Jsou to CD8+ T-buňky, které dozrávají a stanou se cytotoxickými T-buňkami po jejich aktivaci antigenem třídy I.

### Aktivace
S výjimkou některých typů buněk, jako jsou buňky bez jádra (včetně erytrocytů), je MHC I. třídy exprimován všemi hostitelskými buňkami. Když jsou tyto buňky infikovány virem (nebo jiným intracelulárním patogenem), buňky degradují cizí proteiny zpracováním antigenu. Výsledkem jsou peptidové fragmenty, z nichž některé jsou prezentovány MHC I. třídy antigennímu receptoru T buněk (TCR) na CD8+ T buňkách.
Aktivace cytotoxických T buněk je závislá na několika současných interakcích mezi molekulami exprimovanými na povrchu T buňky a molekulami na povrchu buňky prezentující antigen (APC). Zvažte například model dvou signálů pro aktivaci buněk TC.